# 전병두
전병두(全炳斗, 1984년 10월 14일 ~ )는 전 KBO 리그 SK 와이번스의 투수이자, 현 KBO 리그 kt 위즈의 불펜코치이다.

## 선수 시절

### 두산 베어스시절
부산고등학교를 졸업하고 2003년 2차 1라운드 지명을 받아 입단했다.

### KIA 타이거즈시절
2005년 7월 10일 투수 다니엘 리오스, 내야수 김주호를 상대로 트레이드돼 좌완 투수가 부족한 팀에 힘을 실어줬다. 이듬해에는 2006년 WBC 대표 선수로도 활약했고 그 해 WBC 후 특별 병역 특례를 받았다.
그러나 제구력에 약점이 있어 다니엘 리오스가 두산 베어스에서 활약하는 동안 그는 11승(8선발승)에 그쳤다.

### SK 와이번스시절
2008년 5월 4일 외야수 채종범, 내야수 김형철, 포수 이성우를 상대로 김연훈과 함께 트레이드됐다. 2009년에 선발과 불펜을 오가며 49경기에 등판해 규정 이닝을 채우고, 평균자책점 2위에 오르는 등 팀이 정규 시즌 2위를 하는데 기여했다.
그러나 2011년 10월 6일 KIA 타이거즈전에 등판한 후 왼쪽 어깨 회전근 수술을 받아 긴 재활에 들어갔고, 이후 2015년까지 1군 경기에 등판하지 못했다. 당시 감독이었던 김성근 밑에서 모든 힘을 쏟아낸 그는 결국 재활에 실패해 2016년 8월말 구단에 은퇴 의사를 밝혔다. 그는 시즌 최종전인 2016년 10월 8일 삼성전에 선발 등판했고, 첫 타자였던 김상수를 범타 처리하며 교체됐다.

## 야구선수 은퇴 후
은퇴 후 SK 와이번스의 전력분석관으로 선임됐다.

## 트리비아
- 평소 수줍음을 많이 타는 성격이라, 인터뷰나 방송 등에 소극적인 태도를 보인다.

## 출신 학교
- 동일중앙초등학교
- 부산중학교
- 부산고등학교

## 등번호

### 선수 시절
- '28' (2003년 ~ 2005년, 두산 베어스 / 2005년 ~ 2008년, KIA 타이거즈 / 2009년 ~ 2016년, SK 와이번스)
- '33' (2008년, SK 와이번스)

### 코치 시절
- '90' (2019년 ~ 2020년, SK 와이번스 / 2021년, SSG 랜더스)
- '87' (2023년 ~ , kt 위즈)

## 통산 기록
| 연도 | 팀명   | 평균자책점 | 경기 | 완투 | 완봉 | 승 | 패 | 세 | 홀 | 이닝  | 피안타 | 피홈런 | 4사구 | 탈삼진 | 실점 | 자책점 | 비고                           |
| ---- | ------ | ---------- | ---- | ---- | ---- | -- | -- | -- | -- | ----- | ------ | ------ | ----- | ------ | ---- | ------ | ------------------------------ |
| 2003 | 두산   | 0.00       | 6    | 0    | 0    | 0  | 0  | 0  | 0  | 2     | 2      | 0      | 1     | 0      | 0    | 0      |                                |
| 2004 | 두산   | 5.51       | 35   | 0    | 0    | 0  | 4  | 0  | 1  | 81.2  | 86     | 11     | 59    | 50     | 56   | 50     |                                |
| 2005 | KIA    | 3.00       | 49   | 0    | 0    | 4  | 3  | 2  | 5  | 57    | 37     | 5      | 39    | 55     | 20   | 19     |                                |
| 2006 | KIA    | 4.35       | 44   | 0    | 0    | 5  | 8  | 0  | 1  | 101.1 | 89     | 8      | 60    | 94     | 51   | 49     | 월드 베이스볼 클래식 대표 선수 |
| 2007 | KIA    | 4.18       | 9    | 0    | 0    | 3  | 2  | 0  | 0  | 28    | 23     | 3      | 16    | 9      | 15   | 13     |                                |
| 2008 | SK     | 4.64       | 10   | 0    | 0    | 2  | 4  | 0  | 0  | 33    | 27     | 4      | 26    | 29     | 21   | 17     |                                |
| 2009 | SK     | 3.11       | 49   | 0    | 0    | 8  | 4  | 8  | 1  | 133.1 | 114    | 13     | 50    | 136    | 50   | 49     | 평균자책점 2위                 |
| 2010 | SK     | 3.06       | 27   | 0    | 0    | 5  | 2  | 0  | 1  | 67.2  | 55     | 2      | 28    | 52     | 27   | 23     |                                |
| 2011 | SK     | 3.80       | 51   | 0    | 0    | 3  | 3  | 3  | 8  | 92.1  | 67     | 8      | 67    | 87     | 44   | 39     |                                |
| 2016 | SK     | 0.00       | 1    | 0    | 0    | 0  | 0  | 0  | 0  | 0.1   | 0      | 0      | 0     | 0      | 0    | 0      | 10.08 은퇴경기 실시 (vs 삼성)  |
| 통산 | 10시즌 | 3.86       | 280  | 0    | 0    | 29 | 29 | 16 | 14 | 596.1 | 500    | 54     | 346   | 512    | 284  | 256    |                                |